# Ornithostaphylos oppositifolia
Ornithostaphylos es un género monotípico de plantas fanerógamas pertenecientes a la familia Ericaceae. Su única especie: Ornithostaphylos oppositifolia, es originaria de Norteamérica.

## Descripción
Es un arbusto nativo de la comunidad vegetal del chaparral de la costa del sur de California y norte de Baja California. Este arbusto tiene hojas largas, estrechas y coriáceas perennes con bordes enrollados. La corteza de las ramas es delgada y las ramas y las ramitas jóvenes son de color rojizo. Las inflorescencias en panículas, bracteadas; las flores ± esféricas con forma de urna, de color blanco.

## Taxonomía
Ornithostaphylos oppositifolia fue descrita por (Parry) Small y publicado en North American Flora 29(1): 101. 1914.
Etimología
Ornithostaphylos: nombre genérico que deriva de las palabras griegas Ornitho =  "ave" y staphylos = "cluster", lo que significa "cluster de ave", ignorándose las razones de su aplicación.
oppositifolia: epíteto latino que significa "con las hojas opuestas".